# Mariano Matamoros
Pour les articles homonymes, voir Matamoros.
Mariano Matamoros y Guridi, né le 14 août 1770 et mort le 3 février 1814, est un prêtre libéral du Mexique qui a participé à la guerre d'indépendance de son pays au début du XIXe siècle.
Mariano naît à Mexico le 14 août 1770. Fils de José Matamoros et de Mariana Guridi, il passe son enfance à Ixtacuixtla (Tlaxcala). À Mexico, il est reçu bachelier ès arts en 1786, puis bachelier en théologie en 1789. Il est ordonné prêtre en 1796 et célèbre sa première messe dans la paroisse Santa Ana. Il est ensuite affecté à diverses paroisses, dont celles du Sagrario Metropolitano de Querétaro et de Jantetelco (Jonacatepec), où il exerce son ministère à partir de 1808. Il commence alors à adhérer aux idées libérales des Créoles, raison pour laquelle on le dénonce aux autorités coloniales espagnoles peu avant le début de la guerre. Il est emprisonné peu après que la guerre a éclaté, mais réussit à s'échapper de prison et se joint à Izúcar à l'armée insurgée de José María Morelos y Pavón le 16 décembre 1811, la veille de la bataille qui s'y déroulera. Morelos le nomme colonel de son état-major et lui confie la formation de son corps d'armée. Avec les habitants de Jantetelco et des alentours, il réussit à former deux régiments de cavalerie, deux bataillons d'infanterie et un corps d'artillerie : les forces qu'il réunit s'élèvent au total à 2 000 hommes. Il commande ses premières opérations militaires à Tecualoya et à Tenancingo.
En compagnie de Morelos, il soutient le siège de Cuautla du 9 février au 2 mai 1812. Une nuit d'avril, il rompt le siège et réussit à rejoindre Miguel Bravo à Ocuituco pour revenir à Cuautla avec des vivres, mais ils tombent dans une embuscade à la suite d'une dénonciation et sont défaits à Amazingo et à Tlacalque. Une fois le siège rompu par les troupes insurgées, il se joint à Morelos à Chiautla le 27 avril et retourne tout de suite à Izúcar. Avec l'aide de Manuel Mier y Terán, il réorganise ses troupes et lève un régiment de dragons appelé « de l'apôtre saint Paul » et doté de la devise « Immunité ecclésiastique », en protestation contre l'arrêt pris par le vice-roi Venegas le 25 juin. Morelos en fait son commandant en second le 12 septembre, et le 9 novembre suivant, Matamoros se joint à lui à Tehuacán. Le lendemain, ils partent pour Oaxaca, qu'ils prennent le 25 novembre.
Au début de février 1813, il se rend à Yanhuitlán, où il se joint à Morelos le 15. En avril, il part à la poursuite de Manuel Lambrini, royaliste provenant du Guatemala, et le vainc le 19 à Tonalá. En reconnaissance de l'adresse de Matamoros à la guerre, Morelos l'élève au rang de lieutenant-général. À San Juan Coscomatepec, Matamoros prête main-forte à Nicolás Bravo. Le 16 août, à San Agustín del Palmar, il met en déroute le bataillon des Asturies placé sous le commandement du lieutenant-colonel Manuel Martínez et du commandant Juan Cándano. Il passe d'Oaxaca à Yanhuitlán, où il s'emploie à discipliner les soldats insurgés et à fabriquer des armes, puis fait une incursion dans la Mixteca pour tenter de récupérer Izúcar et cause de grandes pertes parmi les royalistes. Le 23 décembre 1813, il participe à la tentative de prise de Valladolid, qui s'avère un désastre pour les insurgés, car les troupes de Hermenegildo Galeana et de Nicolás Bravo sont repoussées en diverses occasions. Cette nuit-là, les insurgés se replient sur Lomas de Santa María, aux environs de la ville, où les troupes d'Agustín de Iturbide et de Ciriaco del Llano traversent l'infanterie insurgée, quittent le champ de bataille après avoir causé un véritable désastre et y laissent les insurgés, gênés par la nuit, se battre entre eux.
Le 5 janvier 1814, Morelos ordonne à Matamoros de se rendre avec le reste de l'armée à l'hacienda de Puruarán, proche de Valladolid. C'est aussi un désastre, car après une nouvelle défaite contre les forces d'Iturbide, Matamoros essaie d'échapper en franchissant un gué voisin et est capturé par un dragon de l'infanterie frontalière appelé José Eusebio Rodríguez. Le gouvernement vice-royal accordera à ce dernier une récompense de 200 pesos et le grade de lieutenant en raison de l'importance de la capture. Matamoros est mené à la prison cléricale de l'Inquisition à Valladolid (l'actuelle Morelia). Le 24 janvier 1814, Morelos, qui se trouve à Coyuca, offre au vice-roi Félix María Calleja del Rey, par l'intermédiaire d'un soldat espagnol libéré, d'épargner 200 prisonniers espagnols en échange de la libération de Matamoros, mais il ne parvient pas à récupérer son bras droit. Livré aux autorités civiles, Matamoros est jugé coupable de « trahison » envers le roi Ferdinand VII. Le 3 février 1814, il est exécuté aux arcades (portal) de l'Ecce Homo (appelées maintenant les arcades Matamoros) de Valladolid pendant que les cloches de la cathédrale sonnent le glas, son lugubre repris par toutes les églises de la ville. Le peloton dut tirer deux salves pour l'exécuter.
Le 16 septembre 1823, Matamoros est honoré pour avoir bien mérité de la patrie. Ses restes sont transférés à la cathédrale métropolitaine de Mexico la même année, puis au mausolée de la colonne de l'Indépendance en 1925. Le 30 mai 2010, ils sont exhumés avec tous les honneurs et transportés au Musée national d'histoire, situé dans le château de Chapultepec, pour fins d'analyse et d'authentification. Après avoir exhumé les restes, les chercheurs de l'INAH ont découvert des restes qui correspondent à ceux d'une femme. Après la découverte, dans le cercle des archéologues et des historiens, on a commencé à dire qu'il ne s'agissait probablement pas d'un échange d'ossements, mais qu'en effet, Mariano Matamoros était biologiquement une femme qui se serait habillée en homme pour mener à bien sa vie quotidienne.

## Héritage
Matamoros est un héros national du Mexique. En son honneur, on a donné son nom à l'aéroport international de Cuernavaca (Morelos) et aux villes d'Ixtacuixtla de Mariano Matamoros (Tlaxcala), d'Izúcar de Matamoros (Puebla) et de Matamoros (Tamaulipas).